# رحلة مباشرة
الرحلة المباشرة في صناعة الطيران هي أي رحلة بين نقطتين من قبل شركة طيران بدون تغيير في أرقام الرحلات، والتي قد تتضمن توقفًا واحدًا أو أكثر في نقطة (نقاط) وسيطة. قد يكون التوقف إما لحمل ركاب جدد (أو السماح للبعض بالنزول) أو التوقف الفني (أي للتزود بالوقود). غالبًا ما يتم الخلط بين الرحلات المباشرة والرحلات بدون توقف، وهي حالة خاصة من الرحلات المباشرة التي لا تتضمن توقفات وسيطة. عندما يكون هناك تغيير في رقم الرحلة، يشار إلى الرحلة التالية على أنها رحلة ربط.

## الجوانب العامة
لم يتم تعريف مصطلح «رحلة مباشرة» قانونيًا في الولايات المتحدة، ولكن منذ السبعينيات من القرن الماضي، حدد دليل الخطوط الجوية الرسمي المصطلح ببساطة على أنه رحلة (رحلات) برقم رحلة واحد. (في السنوات السابقة، كانت كلمة «مباشر» في دليل الطيران الرسمي (OAG) تعني «عدم تغيير الطائرة».) في حين أن ما يسمى بالرحلات الجوية «المباشرة» قد تتضمن بالتالي تغييرات في الطائرة («تغيير المقياس»)، أو حتى شركة الطيران عند النقطة الوسيطة، إلا أنها تختلف عادةً - ولكن ليس دائمًا - عن «رحلات الربط» في أن شركة الطيران ستفرض التبعية بين عدة نقاط (leg) من الرحلة، بحيث لا يمكن تشغيل المحطة الثانية إذا فشلت المحطة الأولى في الوصول إلى مطار المغادرة. عادة ما تتغير الرحلات الجوية المباشرة التي تتضمن تغييرات في الطائرات إلى طائرات عند البوابات المجاورة أو القريبة.
تفرض شركات الطيران والمطارات والسلطات الأمنية في بلد معين سياسات مختلفة بشأن ما إذا كان بإمكان الركاب البقاء على متن الطائرة على المسارات التي لا تنطوي على تغيير في الطائرة. على سبيل المثال، لا تسمح الرحلات الجوية التي تتطلب التوقف فقط للتزود بالوقود للركاب بالنزول من الطائرة. من ناحية أخرى، قد تتطلب الرحلات الجوية التي يوجد بها تغيير في الطائرة (تغيير المقياس) أن ينزل الركاب والبقاء في منطقة حجز لأسباب أمنية ولإعداد الموظفين المناسب. فيما يتعلق بهذا، قد تتضمن الرحلة المباشرة مع محطات توقف أو لا تنطوي على تغيير في طاقم الرحلة.
قد تقوم شركات الطيران أيضًا بتسويق رحلة المواصلة بمطار دمج، عادةً ما يكون محورًا لشركة طيران، حيث يكون استمرار الرحلة من عدة طائرات إلى طائرة واحدة مدرجة تحت عدة أرقام طيران. على عكس الرحلات الجوية المباشرة التقليدية، تعمل رحلات فرعية (leg) متعددة من هذه الرحلة «المباشرة» في الواقع كأفرع فردية / مستقلة، بحيث يمكن تشغيل المحطة الأخيرة دون أي تبعية أو اعتبار للمسار السابق. بمعنى آخر، يمكن للرحلة التي تتكون من المحطة الأخيرة أن تغادر حتى إذا فشلت الرحلة التي تتألف من المحطة السابقة في الوصول.